# Marie Catherine Pierrevive
Marie Catherine Pierrevive, auch Marion de Pierrevive und la Dame du Perron genannt (* 1496 in Lyon, bestattet 4. August 1574 in Paris) war eine Humanistin der Lyoner Renaissance und später Hofdame in Paris.

## Leben
Marie Catherine Pierrevive war die Tochter von Nicolas Pierrevive, Seigneur de Lézigny und Maître d’Hôtel ordinaire du Roi, und Jeanne de Turin. Sie gehörte einer Familie an, die aus dem italienischen Chieri stammt und mit Jean Michel de Pierrevive († 1495 in Italien) den Premier Médécin des Königs Karl VIII. (1470–1498) stellte. Die Pierrevive erwarben Ende des 15. Jahrhunderts das Maison de la Boisette in Vieux Lyon, waren im Handel und der Verwaltung aktiv und avancierten um die Jahrhundertwende zu einer wichtigen Patrizierfamilie in der Stadt.
Am 20. Januar 1516 heiratete sie Guidobaldo Gondi, genannt Antoine (* 2. Januar 1486 in Florenz; † 1569), Angehörigen einer florentiner Bankiersfamilie, der sich 1505 im Auftrag seiner Familie in Lyon niedergelassen hatte. Sie folgte ihrem Ehemann im Laufe des Jahres in seine Heimat und kehrte 1517 zurück. Er wurde einer der Notabeln Lyons, war 1537 und 1538 Conseiller der Stadt, und wurde 1539 Schatzmeister von Kardinal Ippolito II. d’Este, dem neu ernannten Apostolischen Administrator der Erzdiözese Lyon.
1521 erwarb er die Herrschaft Le Perron in der Gemeinde Oullins. Das Château du Grand Perron wurde im italienischen Stil restauriert, und das Château du Petit Perron in Pierre-Bénite gebaut. In Lyon lebt das Paar in einem Gebäude, das Marie Catherine von ihrem Bruder gekauft hat und das sich an der Montée Saint-Barthélémy befindet.
Marie Catherine machte in den 1520er und 1530er Jahren ihre Residenzen zu einem Zentrum des humanistischen Lebens in der Stadt. Sie empfing Gelehrte und aufgeklärte Köpfe aus der ganzen Stadt sowie viele Besucher, darunter Étienne Dolet, Bonaventure des Périers, Jean Papire Masson und Maurice Scève. Dieser humanistische Salon wurde von Ortensio Lando, einem Freund Maurice Scèves, in seinem 1543 in Lyon veröffentlichten Werk „Paradossi“ gefeiert. Unter ihren Besuchern war auch der Dichter und Musiker Eustorg de Beaulieu, der der Musiklehrer ihrer Tochter wurde.
Sie traf Caterina de’ Medici wahrscheinlich 1533 bei deren Rückkehr nach Paris nach ihrer Heirat mit dem Herzog von Anjou, dem späteren König Henri II., und schloss sich ihrem engeren Gefolge an, blieb aber in Lyon. Erst 1544 verließ sie Lyon Richtung Paris, während ihr Ehemann bis 1556 zurückblieb. 1551 wurde Marie Catherine die Gouvernante von Charles de Valois, und blieb somit die Vertraute der Königin, die sie 1558 zur Trauzeugin von Maria Stuart bei deren Hochzeit mit ihrem Sohn François machte. 1560 wurde sie Dame d‘Honneur Maria Stuarts, im gleichen Jahr Caterina de’ Medicis, was sie bis 1571 dann auch blieb. Die Königin beauftragte sie mit der Verwaltung ihres Eigentums, wobei sie sich insbesondere um die Überwachung des Baus des  Palais des Tuileries kümmerte.
Auch Marie Catherine nutzte ihre Position, um ihren Kindern gute Verbindungen und Positionen zu sichern. Die drei, die am meisten profitierten, sind Albert, Pierre und Charles. Albert wurde zum Favoriten Karls IX., Marschall von Frankreich und Herzog von Retz, Pierre machte Karriere in der Kirche und wurde Bischof von Langres, dann Bischof von Paris und Kardinal, Charles wurde General der Galeeren Frankreichs.

## Nachkommen
Ihre Kinder aus der Ehe mit Guidobaldo Gondi sind:
- Méraude (* um 1516; † nach 1561); ⚭ 16. Dezember 1533 François Rousselet, Seigneur de La Pardieu, de La Batie etc., Sohn von Jean Rousselet und Jeanne Lallemant de Narmagles
- Anna († 7. Oktober 1597), 1538 Nonne in Santa Felicita (Florenz)
- Albert (* 4. November 1522 in Florenz; † 12. April 1602), 1565 Baron, dann Comte de Retz, November 1581 Duc de Retz, Pair de France, 1573 Marquis de Belle-Isle, 1573 Marschall von Frankreich, Gouverneur von Provence, Metz und Nantes (bis 1598), Baron de Marly-le-Chastel, Seigneur de Versailles, 1578 Chevalier des Ordres du Roi, 1586 Général des Galères für seinen minderjährigen Sohn; ⚭ (Ehevertrag vom 4. September 1565) Claude Catherine de Clermont (* 1542/43; † 18. Februar 1603), Baronne de Retz, Dame de Dampierre, Tochter von Claude de Clermont, Seigneur de Dampierre, und Jeanne de Vivonne, Witwe von Jean d’Annebault, Baron de Retz (X 1562)
- Jean (* 1517/18; † 1574), Kanoniker an Saint-Paul de Lyon, vor September 1560 Abt von Saint-Hilaire (Diözese Carcassonne), Abt von Saint-Pierre de Chaulnes
- Pierre (* 1533; † 17. Februar 1616), Comte de Joigny, 1565 Bischof von Langres, Pair von Frankreich, 1569 Bischof von Paris (trat 1596 zurück), 18. Dezember 1587 Kardinal, 1578 Commandeur de l’Ordre du Saint-Esprit, Botschafter in Rom, Vorsitzender des französischen Staatsrates
- Charles (* Juni 1536; † vergiftet 15. Juni 1574), Seigneur et Marquis de La Tour, Grand-Maitre de la Garde-Robe du Roi, Général des Galères de France; ⚭ (1) Barbe de la Haye; ⚭ (2) 28. März 1571 Hélène Bon (* um 1551; † vor 1598), Tochter von Pierre Bon, Baron de Méouillon, Gouverneur de Marseille, und Marguerite Robins de Gravezon, sie heiratete in zweiter Ehe Charles de Balsac Seigneur de Clermont-Soubiran, 1583 Chevalier des Ordres du Roi (X 1590) (Haus Balzac)
- François († jung)
- Maria (* um 1521[7]; † Februar 1603); ⚭ (1) 19. Juli 1551 Nicolas Grillet, 1576 bezeugt,[8] Comte de Saint-Trivier, Seigneur de Pomiers et de Bessey; ⚭ (2) Claude de Savoie de Pancalieri e Racconigi († nach 1558)
- Anne († Februar 1572); ⚭ Jean de Bachis/Bagis († 22. Februar 1588 in Toulouse), 1544 Président aux Requêtes du Parlement de Toulouse
- Jeanne († 9. Oktober 1623) 1583 Priorin von Saint-Louis de Poissy[9]